# Knoxville (Tennessee)
 For alternative betydninger, se Knoxville. (Se også artikler, som begynder med Knoxville)
Knoxville er en amerikansk by og administrativt centrum i det amerikanske county Knox County, i staten Tennessee. Byen har 190.740(2020) indbyggere.

## Ekstern henvisning
- Knoxvilles hjemmeside (engelsk)

- Wikimedia Commons har flere filer relateret til Knoxville (Tennessee)

35°58′N 83°56′V / 35.967°N 83.933°V